# HERO (中村あゆみの曲)
「HERO」（ヒーロー）は、1991年3月にリリースされた中村あゆみの17枚目のシングル。
規格品番はHBSL-2062。

## 解説
表題曲は「ミズノスーパースター」のCMソングである。前シングル「BROTHER」より約8か月ぶりのリリースである。
2012年放送の『関ジャニの仕分け∞』ではカラオケ採点全国平均点が低い曲と紹介され、LiLiCoと採点バトルを行った結果、かろうじて中村本人が勝利した。

## 収録曲
1. HERO
作詞・作曲 - 中村あゆみ / 編曲 - 鎌田ジョージ
2. LIVE LIVE LIVE
作詞・作曲 - 中村あゆみ、鎌田ジョージ / 編曲 - 鎌田ジョージ

## 収録作品
- HERO
  - Calendar Girl (REMIX）
  - HEART of DIAMONDS II (REMIX）
  - BEST COLLECTION HUMMING BIRD YEARS '84-'93
  - Ayumi of AYUMI〜30th Anniversary All Time Best
- LIVE LIVE LIVE
  - BEST COLLECTION HUMMING BIRD YEARS '84-'93